# Rifle

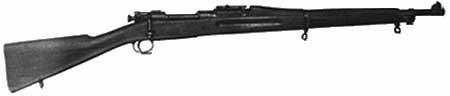
Rifle Springfield 1903

Rifle es un término con el que se designa genéricamente a cualquier arma larga, como fusiles o carabinas (ya sean de avancarga, de retrocarga, de palanca, de cerrojo, semiautomática o de asalto), que dispone de un cañón cuya  ánima está rayada o estriada en forma helicoidal. Con ello se obliga a que la bala gire con movimiento de rotación mientras avanza por el interior del cañón y durante la trayectoria hasta el blanco. Así se consigue que la bala se estabilice y mantenga su trayectoria inicial frente al posible viento lateral cuando atraviesa el aire después del disparo. Precisamente, este giro es el responsable de que, al chocar la bala contra un blanco duro y resistente al final de su trayectoria, se deforme produciendo un silbido característico tras alterarse su forma aerodinámica.
El término proviene del inglés rifle («fusil»), que a su vez proviene de la voz francesa rifler («desollar»).